# Otto Kaiser (Prediger)
Otto Kaiser (* 15. April 1880 in Hamm; † 16. Dezember 1925 in Mülheim an der Ruhr) war ein deutscher Rabbiner und jüdischer Religionslehrer.

## Leben und Wirken

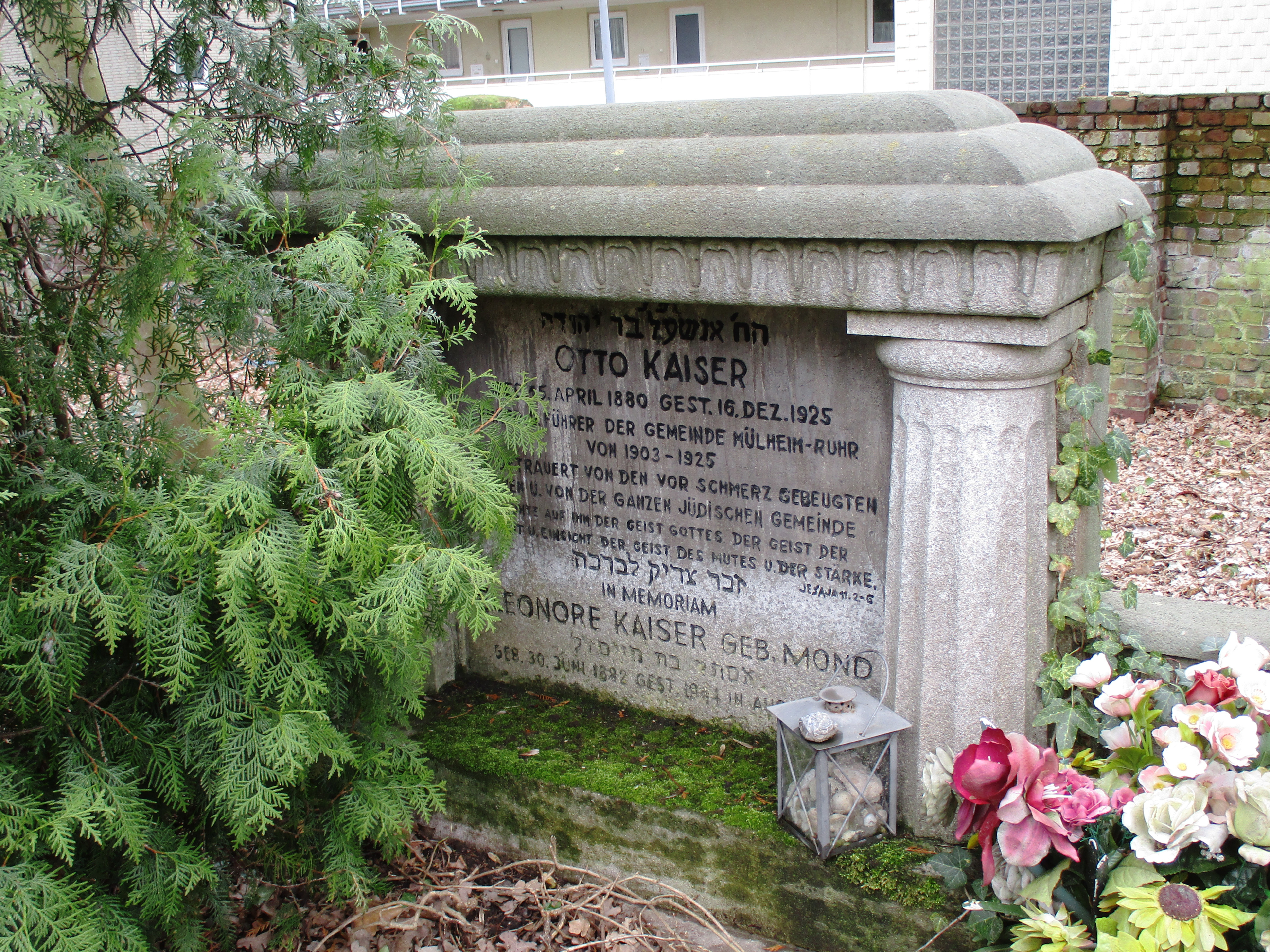
Grab von Otto Kaiser und seiner Frau Eleonore auf dem Jüdischen Friedhof in Mülheim an der Ruhr.

Wenige Jahre nach seiner Geburt zogen die Eltern nach Mülheim an der Ruhr, wo er die Volksschule besuchte. Nach dem Besuch von weiterführenden Schulen in Gelsenkirchen und Münster ließ er sich an einer Münsteraner Lehrerbildungsanstalt zum Volksschullehrer ausbilden. Nach der Abschlussprüfung 1899 und einer weiteren Zusatzprüfung in Soest trat er 1900 seine erste Stelle als Lehrer und Kantor der jüdischen Gemeinde in Werl an.
Nach Ableistung des Militärdienstes 1902/03 wechselte er nach Mülheim an der Ruhr, wo er eine Stelle als Lehrer der Dickswallschule sowie als Rabbiner der jüdischen Gemeinde antrat. In seine Amtszeit fielen die Planung und der Bau der neuen Synagoge, wofür der renommierte Düsseldorfer Architekt Josef Kleesattel verpflichtet wurde. Am 2. August 1907 konnte Otto Kaiser das neue Gebetshaus mit einem feierlichen Gottesdienst einweihen.
1906 heiratete er Eleonore Mond (1882–1944), die später von den Nationalsozialisten im KZ Auschwitz ermordet wurde. Aus der Beziehung gingen vier Kinder hervor, die den Holocaust durch Auswanderung überlebten. Otto Kaiser selbst starb nach langer schwerer Krankheit Ende 1925.